# Варсонофій (Гриневич)
Варсонофій Гриневич (в миру Костянтин Гриневич; 16 травня 1875, Катинь, Смоленський повіт, Смоленська губернія — 13 березня 1958, Твер, Росія) — ієрарх Російської православної церкви білоруського походження, духовний письменник. Єпископ Чкалівський і Бузулуцький, архієпископ Тверський і Кашинський.

## Біографія
Народився 16 травня 1875 року в селі Катинь Смоленського повіту і губернії в бідній селянській родині. У 2 роки втратив матір.
Після закінчення міністерського 2-класного училища в селі Досугове у 1889 році вступив до 2-го класу Мстиславського духовного училища.
У 1898 році закінчив Могильовську духовну семінарію за першим розрядом, був прийнятий на казенний рахунок в Казанську духовну академію, яку закінчив у 1902 році зі ступенем кандидата богослов'я.
У тому ж 1902 році одружився, викладав російську мову, історію і географію в Гори-Горецькому землеробському училищі, потім в Казанському землеробському училищі та Нікітському училищі садівництва і виноробства поблизу Ялти.
У 1908 році отримав посаду секретаря і чиновника особливих доручень у Смоленській казенній палаті, одночасно викладав у смоленських чоловічих гімназіях.
У 1911 році був скарбником Краснинської повітової скарбниці Смоленської губернії, пізніше Бєльської повітової скарбниці. З 1914 року — податковий інспектор Бєльського повіту.
У 1917—1920 роках завідував школою 2-го ступеня в Горецькому повіті .
У жовтні 1920 року, після смерті сина, був висвячений на священика архієпископом Могильовським Костянтином і спрямований в бідний прихід села Шаріби Горецького повіту, аби бути неподалік від могили сина.
У 1921 році перейшов у село Городець того ж повіту.
У 1922 році, за вибором прихожан, був призначений в Петропавлівську церкву на Луполові в Могильові і благочинним храмів міста. У тому ж році овдовів.
20 червня 1927 заарештований і засуджений до 5 років таборів, покарання відбував у Соловецькому таборі особливого призначення.
У 1931 році через хворобу і старість був звільнений із заміною бракуючого терміну висилкою в Онезький край. Восени 1932 року звільнений з правом повсюдного проживання.
Служив священиком у Московській області. З червня 1937 був поза штатом через хворобу. Потім з грудня 1937 року — знову служив у Московській області. З січня 1941 року — за штатом через хворобу. З липня 1941 року — знову служить. У 1942—1945 роки перебував благочинним. Протоієрей, настоятель Покровської церкви на Лищиковій горі в Москві.
14 грудня 1945 єпископом Можайським Макарієм Даєвим був пострижений у чернецтво з ім'ям Варсонофій в честь святителя Варсонофія, єпископа Тверського. 17 грудня був зведений в сан архімандрита.
30 грудня 1945 року був возведений у сан єпископа Гродненського і Барановицького . Хіротонію здійснювали патріарх Московський і всієї Русі Алексій I ; митрополити Київський і Галицький Іоанн Соколов, Ленінградський і Новгородський Григорій Чуков; архієпископи Віленський і Литовський Корнилій Попов, Тамбовський і Мічурінський святитель Лука Войно-Ясенецький, і Новосибірський і Барнаульський Варфоломій Городцов.
Надавав великого значення підвищенню освітнього рівня та авторитету духовенства. Організував у місті Гродно богословсько-пастирські курси і зобов'язав вчитися на них кліриків єпархії. Сам читав лекції на курсах, запрошував викладачів зі світських навчальних закладів. Звертався до місцевого уповноваженого Ради у справах РПЦ за дозволом створити при кафедральному соборі братство. Така активність не залишилася без наслідків — через 3 роки єпископа перевели в одну з віддалених єпархій в азійській частині країни.
З 18 листопада 1948 року — єпископ Семипалатинський і Павлодарський.
З 31 жовтня 1950 року — єпископ Чкаловський і Бузулуцький. 16 листопада 1953 звільнений на спокій відповідно до прохання.
З 29 липня 1954 року — єпископ Тверський і Кашинський (після скандального звільнення з кафедри архієпископа Алексія Сергєєва).
З 31 липня 1954 по 8 лютого 1956 року тимчасово керував Великолуцькою єпархією.
Активно підтримував «усяке починання, спрямоване на розширення і активізацію церковної діяльності» (зі звіту уповноваженого по Тверській області). Особливо дбав про відновлення храмів. Відновив богослужіння у всіх храмах єпархії, розпорядився здійснювати у всіх храмах єпархії щоденні служби, за якими повинні були читатися проповіді. Збільшив штат духовенства, переважно за рахунок священнослужителів із Західної Білорусії та України. Часто відвідував парафії.
8 лютого 1956 був зведений в сан архієпископа.
За декілька місяців до смерті заслаб, але продовжував служити, до останніх днів займався єпархіальними справами.
Помер 13 березня 1958 року. Похований на Ніколо-Малицькому цвинтарі Твері.

## Твори
- О Херсонесе. 1925 год.
- Слово. «Церковь свв. муч. Бориса и Глеба на Коложе в Гродно» ". «ЖМП» 1947, № 3, с. 50-51.
- Слово при погребении настоятельницы Гродненского женского монастыря, игуменьи Серафимы. Погребена 16 июня. «ЖМП» 1947, № 8, с. 40.
- О Гродненском Рождество Богородицы монастыре. «ЖМП» 1947, № 12, с. 47, 48.
- Об открытии вторых Богословско-пастырских курсов в г. Гродно. «ЖМП» 1947, № 8, с. 40.